# Agrias hewitsonius
Agrias hewitsonius là một loài bướm ngày thuộc họ Nymphalidae. Nó được tìm thấy ở Nam Mỹ.

## Phụ loài
- Agrias hewitsonius hewitsonius (Brazil (Amazonas))
- Agrias hewitsonius beatifica (Ecuador, Peru)
- Agrias hewitsonius stuarti (Peru, Colombia, Brazil (Amazonas))
- Agrias hewitsonius beata (Peru)

## Hình ảnh

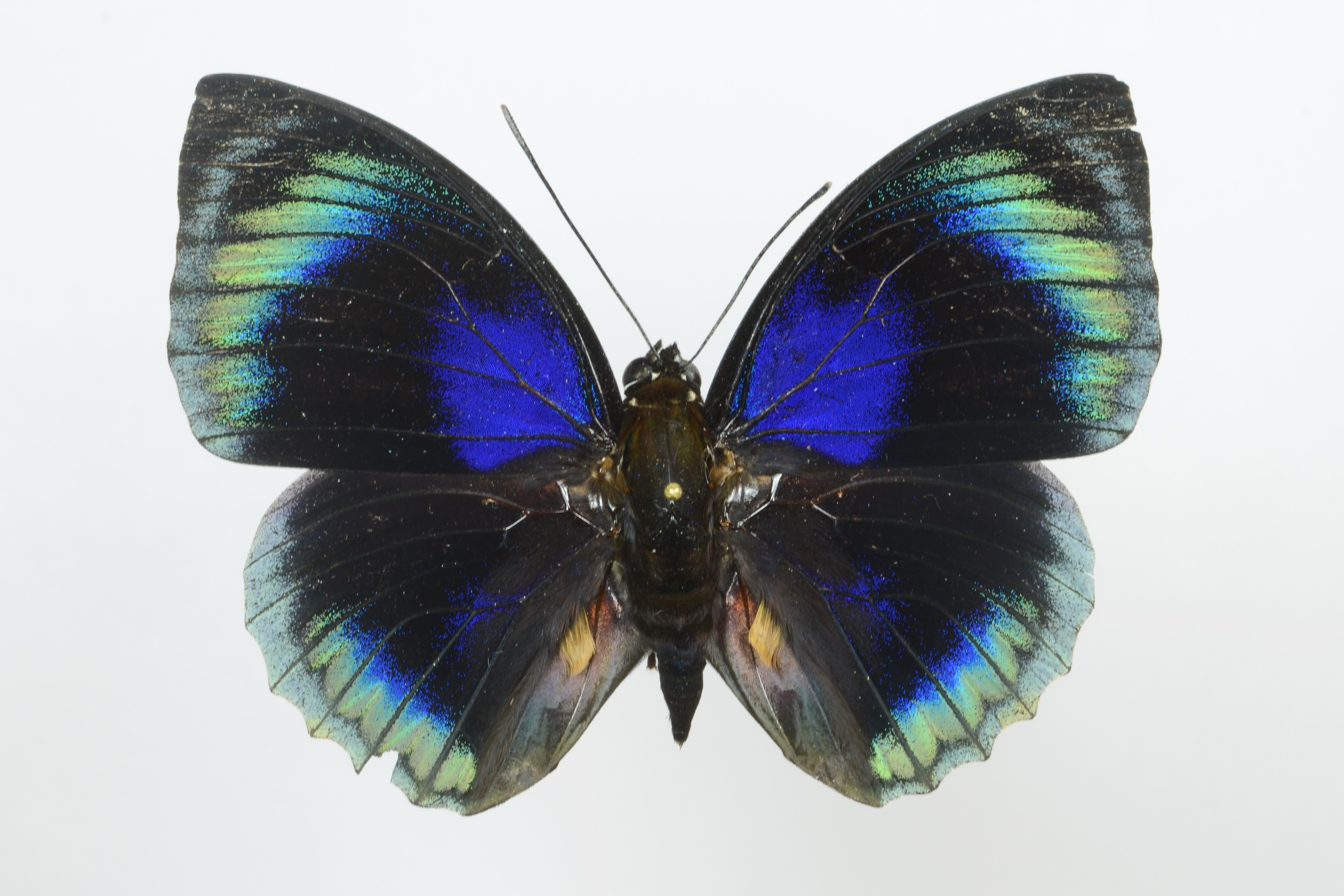
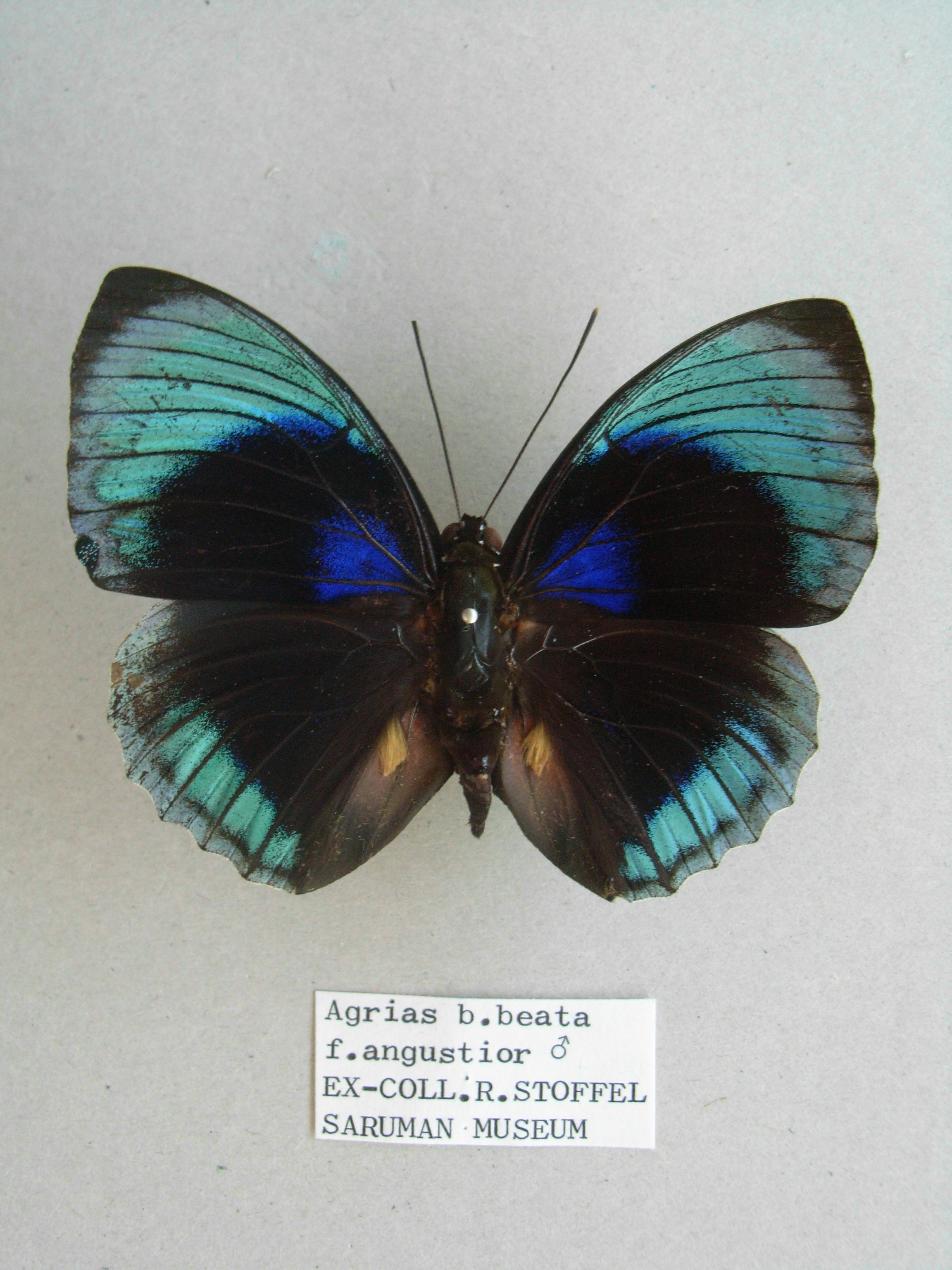
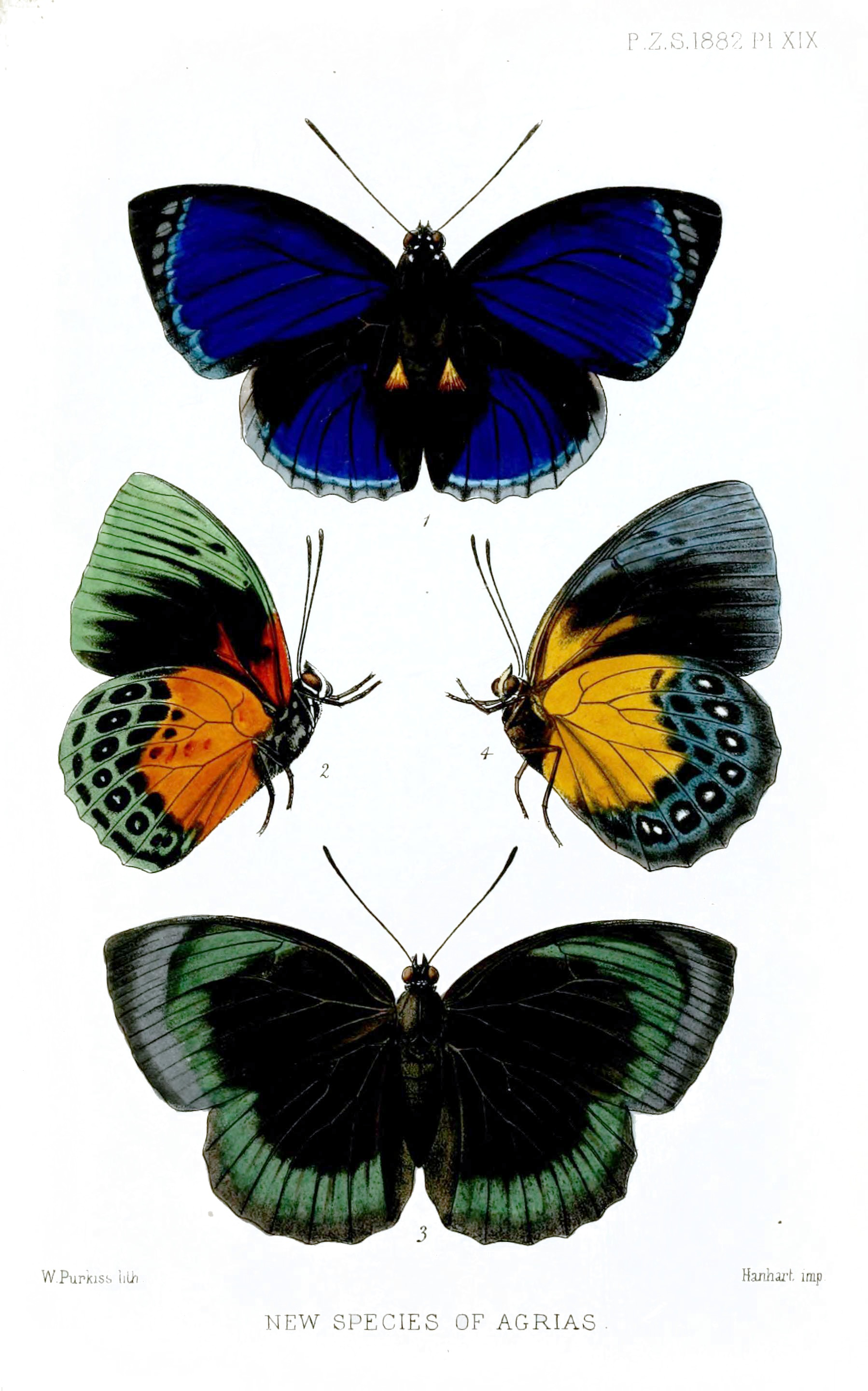
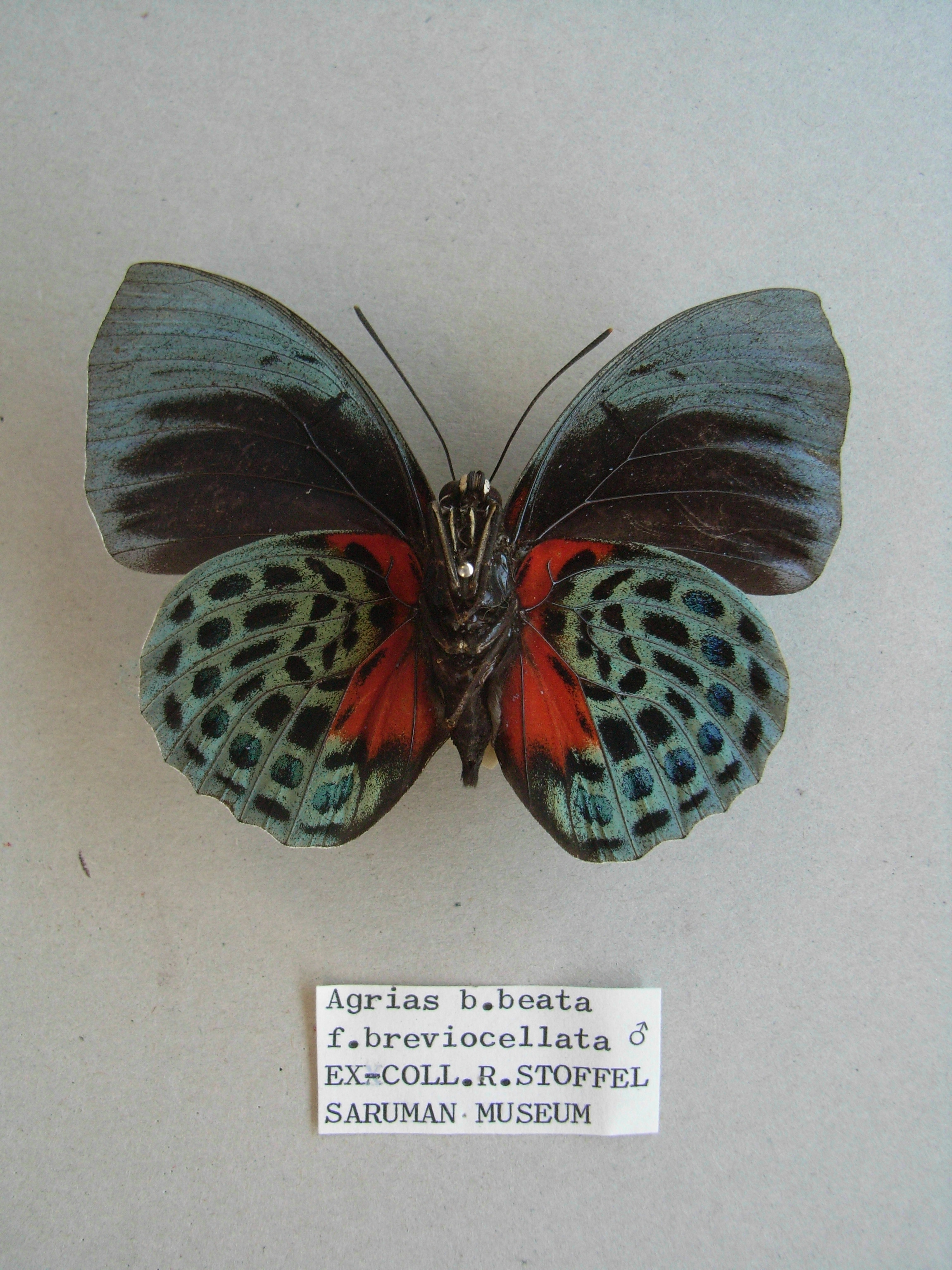